# Giacomo Stampa
Giacomo Stampa (fl. XIX-XX secolo) sarebbe stato un letterato italiano candidato al Premio Nobel per la letteratura nel 1901, di cui tuttavia non si trovano riscontri coevi né opere esistenti.
Si sospetta quindi che non sia mai esistito, ma sia il frutto di uno scherzo.

## Candidato al Nobel
La candidatura di Giacomo Stampa alla prima edizione del Premio Nobel nel 1901 fu avanzata dallo storico ungherese Ármin Vámbéry, a capo dell'Accademia Ungherese delle Scienze. Si trattava del primo italiano candidato al premio Nobel per la letteratura assieme ad Antonio Fogazzaro. La sibillina motivazione della nomina era riportata inconsuetamente in parte in latino e in parte in tedesco, e presentava perfino un errore grammaticale: Arcanum anima [sic!]. Gedankes eines Menschenfreunden ("Anima misterioso [sic!]. Pensieri di un filantropo"). Non è chiaro se la sua nomina facesse riferimento al suo stile o a una sua opera edita.
Non paiono esistere opere attribuibili a Giacomo Stampa, né il suo nome è mai citato nelle enciclopedie letterarie del tempo e successive. Tale mancanza di riscontri farebbe pensare che Stampa non sia mai esistito, e sia quindi stato inventato per fare uno scherzo agli organizzatori del Nobel, i quali comunque bocciarono la sua candidatura per «grandi carenze tecniche», segno che doveva essere per loro consultabile almeno un lavoro del supposto Stampa.